# تومي ديمبسي
تومي ديمبسي (بالإنجليزية: Tommy Dempsey)‏ هو مدرب كرة سلة أمريكي، ولد في 27 يناير 1974 في سكرانتون في الولايات المتحدة.